# Морріс (селище, Нью-Йорк)
Морріс (англ. Morris) — селище (англ. village) в США, в окрузі Отсего штату Нью-Йорк. Населення — 486 осіб (2020).

## Географія
Морріс розташований за координатами 42°32′53″ пн. ш. 75°14′43″ зх. д. / 42.54806° пн. ш. 75.24528° зх. д. (42.548118, -75.245292).  За даними Бюро перепису населення США в 2010 році селище мало площу 1,95 км², з яких 1,93 км² — суходіл та 0,02 км² — водойми.

## Демографія
Згідно з переписом 2010 року, у селищі мешкали 583 особи в 255 домогосподарствах у складі 146 родин. Густота населення становила 299 осіб/км².  Було 292 помешкання (150/км²).
Расовий склад населення:
| - 96,6 % — білих - 1,0 % — чорних або афроамериканців |

До двох чи більше рас належало 1,9 %. Частка іспаномовних становила 3,3 % від усіх жителів.
За віковим діапазоном населення розподілялося таким чином: 22,3 % — особи молодші 18 років, 60,2 % — особи у віці 18—64 років, 17,5 % — особи у віці 65 років та старші. Медіана віку мешканця становила 43,4 року. На 100 осіб жіночої статі у селищі припадало 95,6 чоловіків;  на 100 жінок у віці від 18 років та старших — 89,5 чоловіків також старших 18 років.
Середній дохід на одне домашнє господарство  становив 52 512 долари США (медіана — 40 000), а середній дохід на одну сім'ю — 75 915 доларів (медіана — 60 625). За межею бідності перебувало 10,1 % осіб, у тому числі 0,0 % дітей у віці до 18 років та 2,1 % осіб у віці 65 років та старших.
Цивільне працевлаштоване населення становило 196 осіб. Основні галузі зайнятості: освіта, охорона здоров'я та соціальна допомога — 26,0 %, роздрібна торгівля — 14,3 %, мистецтво, розваги та відпочинок — 13,3 %.